# Christoph Platner
Christoph Platner, schweizisk orienterare som blev europamästare i stafett 2000.